# 他们已不再变老
是一部2018年紐西蘭與英國合拍的纪录片，由彼得·杰克逊执导和制作。影片中大部分一战片段和史料为首次公开，由帝国战争博物馆提供。电影中的音频则取用自BBC和战争博物馆对英国老兵的采访记录。电影片段并非原片，而是经过了着色、补帧、增添音效等现代电影技术，使得更加让观众唤起沉睡的记忆，以及更加符合真实的战时经历。
在此之前杰克逊曾拍摄了伪纪录片《被遗忘的影片》（Forgotten Silver）并参与了纪录片《孟菲斯以西》（West of Memphis）的制作，本片从而成为他的首部执导纪录片。因念及曾祖父曾参与于了一战，杰克逊由此追求的是拍出“当兵是一种什么体验”的沉浸式体验，而不是讲一个故事，回忆一段事件。电影制作组为此调出并重新组织排布了采访自200名退役英军的600小时长的采访纪录和100多个小时的战争纪录片，电影片名则来自劳伦斯·比尼恩（Laurence Binyon）1914年著名的《追念诗》（Ode of Remembrance）中的那句“他们已不再变老，不像我们留下来的日渐衰老”（“They shall grow not old, as we that are left grow old”）
影片于2018年10月16日在伦敦电影和部分英国影院同时首映。随后在康边停战协定百年纪念日的11月11日，英国广播公司第二台播放了本片。2018年12月17日电影在美国小规模上映，并因为票房的成功，影片在2019年2月走向世界，在4月6日登上北京国际电影节。《他们已不再变老》的历史重建工作、沉浸式氛围和战争的反思博得了评论家们的好评，影片也获得英国电影和电视艺术学院最佳纪录片的提名。